# Намораду, Жуакин
Жуаки́н Витори́ну Намора́ду (порт. Joaquim Vitorino Namorado; 30 июня 1914, Алтер-ду-Шан — 29 декабря 1986, Коимбра) —  португальский поэт, теоретик течения неореализма в португальской литературе XX века. Офицер португальского ордена Свободы (OL, 1983).

## Биография и творчество
Окончил Коимбрский университет по специальности математика. Работал в сфере среднего и высшего образования. Выступил одним из зачинателей и теоретиков португальского неореализма, одним из его глашатаев. Сотрудничал с журналами Altitude, Seara Nova, Vértice, с газетами O Diabo и Sol Nascente. Первое поэтическое сочинение Aviso à Navegação опубликовал в сборнике серии Novo Cancioneiro. С 1930-х годов член Португальской коммунистической партии. Художественная и культурная деятельность поэта была посвящена политическому освобождению народа.
Термин «неореализм» впервые был использован в заглавии статьи Жуакина Намораду о творчестве бразильского писателя Аманду Фонтиса (Amando Fontes) в декабрьском номере газеты O Diabo за 1938 год. В самом начале 1940-х годов среди авторов журнала «Презенса» выделилась группа молодых поэтов, выступивших с предложением о выпуске новой поэтической серии Novo Cancioneiro («Новый кансионейру»). В 1941 году в этой серии вышло 5 авторских томов. Четвёртым из них стала поэтическая антология Ж. Намораду Aviso à Navegação. Первым критиком опубликованных в «Новом кансионейру» произведений выступил Жан-Поль Сартр.
Высоко оценил личность Жуакина Намораду Эдуарду Лоренсу: «Каждое поколение, будь оно литературным или иным, выражает собственное самосознание, которое его выделяет и возносит. Проявляется оно двумя способами: первый — это выдвижение освобождающей личности, собирающей жизненную и моральную энергию; par inter pares (равного среди равных), который привлекает к себе дополнительное внимание, и которому остальные равные ему друзья делегируют первенство, определяющее и объединяющее весь коллектив <…>. Не будет преувеличением отвести эту роль поляризатора энергии одной группы Жуакину Намораду, выступившему её авторитетным подвижником, и отличающемуся как активной деятельностью, так и наличием высоких моральных качеств<…>».
Такое мнение подтвердил в 1944 году Сартр: «<…> Намораду был добрым советчиком и другом для определённого числа поэтов из круга «Нового кансионейру», <…> его влияние было очень большим. Именно его личность в большей мере, чем его творчество, воздействовала на друзей, но в данном случае его деятельность чаще всего оставалась в тени».

## Награды и звания
- 1983 — 16 марта удостоен португальским орденом Свободы и званием офицера[8]

## Издания

### Поэзия
- 1941 — Aviso à Navegação, серия Novo Cancioneiro, n.º 4[5]
- 1945 — Incomodidade[9]
- 1966 — A Poesia Necessária[9]
- 1984 — Zoo

### Эссе
- 1966 — Da dissidência presencista ao neo-realismo. Vértice, n.º 279, vol. XXVI. Coimbra, р. 782—786.
- 1994 — Uma Poética da Cultura